# 東海チャンピオンシップ
東海チャンピオンシップは、東海地方のJリーグクラブによって争われるサッカー大会。サークルKが冠スポンサーであり、正式名は「サークルKスーパーサッカー ○○（開催年数が入る）東海チャンピオンシップ」。2シーズン制時代のJリーグ公式戦における、後期開幕前のプレシーズンマッチとして1996年から2001年まで毎年開催されていた。

## 参加チーム
- 清水エスパルス
- ジュビロ磐田
- 名古屋グランパスエイト

（なおこの当時は、FC岐阜は結成前。アスルクラロ沼津、藤枝MYFCはJリーグ未加盟）

## 歴代優勝チーム
| 回数 | 年度   | 優勝             | 試合結果                                      |
| ---- | ------ | ---------------- | --------------------------------------------- |
| 1    | 1996年 | 清水エスパルス   | - 磐田1-2清水 - 清水3-1名古屋 - 名古屋1-2磐田 |
| 2    | 1997年 | ジュビロ磐田     | - 清水1-1磐田 - 名古屋0-0清水 - 磐田1-1名古屋 |
| 3    | 1998年 | 清水エスパルス   | - 磐田0-3清水 - 清水9-0名古屋 - 名古屋0-0磐田 |
| 4    | 1999年 | ジュビロ磐田     | - 磐田1-1名古屋 - 清水0-2磐田 - 名古屋1-2清水 |
| 5    | 2000年 | 名古屋グランパス | - 清水1-2名古屋 - 名古屋2-0磐田 - 磐田2-0清水 |
| 6    | 2001年 | 清水エスパルス   | - 名古屋0-3清水 - 清水2-1磐田 - 磐田2-2名古屋 |

### 戦績
| 開催日        | 節    | 会場   | ホーム | 得点 | アウェイ | 観客数 |
| ------------- | ----- | ------ | ------ | ---- | -------- | ------ |
| 1996年7月13日 | 第1戦 | 磐田   | 磐田   | 1-2  | 清水     | 16,989 |
| 1996年7月17日 | 第2戦 | 日本平 | 清水   | 3-1  | 名古屋   |        |
| 1996年7月20日 | 第3戦 | 瑞穂   | 名古屋 | 1-2  | 磐田     | 19,053 |
| 1997年6月14日 | 第1戦 | 日本平 | 清水   | 1-1  | 磐田     | 9,137  |
| 1997年6月18日 | 第2戦 | 瑞穂   | 名古屋 | 0-0  | 清水     |        |
| 1997年6月21日 | 第3戦 | 磐田   | 磐田   | 1-1  | 名古屋   | 12,671 |
| 1998年7月1日  | 第1戦 | 磐田   | 磐田   | 0-3  | 清水     | 10,087 |
| 1998年7月4日  | 第2戦 | 日本平 | 清水   | 9-0  | 名古屋   |        |
| 1998年7月8日  | 第3戦 | 瑞穂   | 名古屋 | 0-0  | 磐田     | 6,469  |
| 1999年7月3日  | 第1戦 | 磐田   | 磐田   | 1-1  | 名古屋   | 8,571  |
| 1999年7月7日  | 第2戦 | 日本平 | 清水   | 0-2  | 磐田     | 9,108  |
| 1999年7月10日 | 第3戦 | 瑞穂   | 名古屋 | 1-2  | 清水     | 12,322 |
| 2000年9月23日 | 第1戦 | 日本平 | 清水   | 1-2  | 名古屋   | 7,055  |
| 2000年9月27日 | 第2戦 | 瑞穂   | 名古屋 | 2-0  | 磐田     | 6,529  |
| 2000年9月30日 | 第3戦 | 磐田   | 磐田   | 0-2  | 清水     | 7,871  |
| 2001年5月30日 | 第1戦 | 瑞穂   | 名古屋 | 0-3  | 清水     | 4,047  |
| 2001年6月3日  | 第2戦 | 磐田   | 磐田   | 2-2  | 名古屋   | 7,009  |
| 2001年6月6日  | 第3戦 | 日本平 | 清水   | 4-1  | 磐田     | 6,768  |